# قبیله زبولون
قبیله زِبولون یکی از دوازده قبیله اسرائیل بود که در زمان‌های کتاب مقدس، قوم اسرائیل را تشکیل می‌دادند که بعدها به قوم یهود تبدیل شدند. این قبیله به نام زبولون، ششمین پسر یعقوب و همسر اولش، لیه، نامگذاری شد.
پس از اینکه بنی‌اسرائیل سرزمین موعود را تصرف کردند، یوشع قلمرو را بین ۱۲ قبیله تقسیم کرد و به قبیله زبولون بخشی حاصلخیز از زمین تقریباً در شمال شرقی دشت یزرعیل اختصاص داد. پس از مرگ پادشاه سلیمان (۹۲۲ قبل از میلاد)، بنی‌اسرائیل به پادشاهی شمالی اسرائیل (نماینده ۱۰ قبیله) و پادشاهی یهودا در جنوب تقسیم شدند. پادشاهی شمالی در سال ۷۲۱ قبل از میلاد توسط آشوریان فتح شد و قبایل آن پراکنده شدند؛ بنابراین افسانه‌های یهودی، قبیله زبولون را یکی از ده قبیله گمشده اسرائیل می‌دانند.
در تورات، زبولون به عنوان یک قبیله دریانورد توصیف شده است که در تجارت و بازرگانی دریایی مهارت دارند. آنها همچنین به خاطر شجاعت و مهارت‌های نظامی خود شناخته می‌شدند و در بسیاری از نبردهای مهم در تاریخ اسرائیل شرکت داشتند.
امروزه، هیچ مدرک قطعی مبنی بر وجود بازماندگان قبیله زبولون وجود ندارد، اما برخی از گروه‌های یهودی ادعا می‌کنند که از نوادگان این قبیله هستند.